# Kort verhaal
Een kort verhaal of kortverhaal (Engels: short story) is een kort prozawerk, langer dan een anekdote en korter dan een novelle en zich gewoonlijk beperkend tot slechts enkele personages. In de middeleeuwen en later ontstonden de raamvertellingen, waarin korte verhalen aan elkaar werden gekoppeld door ze in een kader te plaatsen. Vanaf de 19e eeuw wordt het korte verhaal beschouwd als een apart literair genre. De bekendste en invloedrijkste auteur van korte verhalen is waarschijnlijk Edgar Allan Poe. Voor Nederland behoren F. Bordewijk en J.M.A. Biesheuvel tot de voornaamste beoefenaars van het genre. Sinds het begin van de eenentwintigste eeuw heeft de schrijver A.L. Snijders het 'zeer korte verhaal', afgekort tot ZKV of zkv en ook genoemd flitsverhaal of handpalmverhaal, populair gemaakt als literair genre in het Nederlandse taalgebied.

## Afbakening van de term
Het korte verhaal leent zich voor het type analyse waaraan literaire romans worden onderworpen, voor wat betreft bijvoorbeeld de verteltechniek. Het verschilt van de anekdote doordat de handelingen, gedachten en gesprekken van de personages zijn georganiseerd in een plot van komische, tragische, romantische, satirische of nog andere aard. Poe vond dat een kort verhaal in een half uur tot twee uur, maar in elk geval in één keer moest kunnen worden uitgelezen en gericht moest zijn op het bereiken van een enkel effect. Het genre vereist strakheid en een economische organisatie. Een kort verhaal begint meestal midden in de handeling ('in medias res') en stelt één personage en één gebeurtenis centraal, die licht werpt op het karakter of het leven van die figuur. Vaak worden min of meer alledaagse gebeurtenissen transparant en verwijzen ze naar een wezenlijk menselijk probleem.
Veel bekende korte verhalen breken in één of meer opzichten met dit paradigma. De naam heeft dan ook betrekking op een grote diversiteit aan fictioneel proza, van de short short story, een licht uitgewerkte anekdote van niet meer dan vijfhonderd woorden, tot lange en complexe werken als The Turn of the Screw (1898) van Henry James en Heart of Darkness (1902) van Joseph Conrad. Een werk van een dergelijke omvang houdt het midden tussen een kort verhaal en een roman, en wordt meestal een novelle genoemd. Bekende Nederlandse voorbeelden zijn Werther Nieland (1949) van Gerard Reve en Het behouden huis (1952) van Willem Frederik Hermans. 
Een verhaal van (minder dan) één bladzijde noemt men een handpalmverhaal, of (afhankelijk van de poëtische kwaliteit) een prozagedicht. Een speciaal genre is het zkv of zeer korte verhaal, een verhaal dat meestal niet langer is dan een bladzijde.

## Geschiedenis

### Algemeen
Het genre kwam het eerst tot bloei in de Verenigde Staten in de eerste helft van de negentiende eeuw, waar kranten en weekbladen een stimulerende rol speelden. Onder de pioniers van het korte verhaal neemt Poe een aparte plaats in, omdat hij zich ook opwierp als theoreticus van het genre.

### 1790-1850
De eerste echte korte verhalen verschenen in het Verenigd Koninkrijk vanaf de jaren 1790. Het waren vooral griezelverhalen ("gothic tales"), zoals The Poisoner of Montremos van Richard Cumberland. Na 1810 schreven ook grote namen als Sir Walter Scott en Charles Dickens korte verhalen.
In de Verenigde Staten verscheen het verhaal Somnambulism van Charles Brockden Brown in 1805. Washington Irving schreef mysterieuze verhalen als Rip van Winkle (1819) en The Legend of Sleepy Hollow (1820). De bundel Twice Told Tales van Nathaniel Hawthorne verscheen in 1837. Edgar Allen Poe was een grootmeester in het genre met verhalen als The Tell-Tale Heart (1843) en The Cask of Amontillado (1846). 
In Duitsland verschenen de eerste verhalenbundels vanaf 1810. Hoofdvertegenwoordigers waren Heinrich von Kleist en E.T.A. Hoffmann met zijn fantastische vertellingen. In dezelfde periode verschenen de verzamelde sprookjes van de Gebroeders Grimm.
Een vroeg kort verhaal in Frankrijk was Mateo Falcone van  Prosper Mérimée. 
Beroemde verhalen uit Rusland zijn Schoppenvrouw (1833) van Aleksandr Poesjkin en Nevski Propekt en De Neus van Nikolaj Gogol.
In Denemarken werd Hans Christian Andersen wereldberoemd met zijn sprookjes.
In Nederland verscheen de verhalenbundel Camera obscura van Hildebrand in 1839.

### 1850-1900
In de tweede helft van de negentiende eeuw verschenen veel korte verhalen van grote schrijvers in tijdschriften. In Groot-Brittannië leverden Thomas Hardy en Rudyard Kipling een belangrijke bijdrage. Ook de lichtere genres bloeiden. Arthur Conan Doyle schreef zijn detectiveverhalen over Sherlock Holmes en H.G. Wells werd de grondlegger van de Engelstalige sciencefiction.
Belangrijke vertegenwoordigers in de Verenigde Staten waren Herman Melville, Mark Twain, Henry James en Kate Chopin. 
In Frankrijk schreef Guy de Maupassant meer dan driehonderd realistische korte verhalen.
In Rusland werden er schitterende korte verhalen geschreven door Ivan Toergenjev, Nikolaj Leskov, Fjodor Dostojevski, Lev Tolstoj en Maksim Gorki. De grootste specialist was echter Anton Tsjechov, die er meer dan tweehonderd schreef, waaronder De weddenschap en De dame met het hondje.

### 1900-1950
In het Verenigd Koninkrijk nam de populariteit van het korte verhaal toe dankzij tijdschriften als The Strand Magazine en Harper's Magazine. Belangrijke schrijvers waren Saki, W. Somerset Maugham, Virginia Woolf en Graham Greene. Populaire detectiveverhalen werden geschreven door G.K. Chesterton, Agatha Christie en Dorothy L. Sayers. P.G. Wodehouse schreef zijn komische verhalen over butler Jeeves.
In 1914 verscheen de verhalenbundel Dubliners van de Ier James Joyce, waarin hij het soort mensen beschreef dat in zijn geboortestad woonde.
In Nieuw-Zeeland was Katherine Mansfield een interessante figuur. Haar verhalen behandelden thema's als sociale ongelijkheid.
Ook in de Verenigde Staten waren er heel wat tijdschriften die verhalen publiceerden, zoals The Atlantic Monthly, The New Yorker en Esquire. Belangrijke auteurs waren F. Scott Fitzgerald, William Faulkner, Ernest Hemingway en Dorothy Parker.
Belangrijkste Duitstalige schrijvers waren Thomas Mann en Franz Kafka.
In Rusland wordt nobelprijswinnaar Iwan Boenin algemeen als opvolger van Anton Tsjechov gezien. Ook de in 1940 geëxecuteerde Isaak Babel maakte in deze periode naam met zijn korte verhalen.
In 1944 verscheen de verhalenbundel Ficciones van de Argentijn Jorge Luis Borges, waarin diepzinnige thema's als de oneindigheid behandeld werden.
Nederlandse schrijvers van korte verhalen waren bijvoorbeeld Simon Vestdijk, Ferdinand Bordewijk en Godfried Bomans. In Vlaanderen waren Stijn Streuvels, Ernest Claes, Felix Timmermans en Gerard Walschap actief.

### 1950-2000
In de tweede helft van de twintigste eeuw schreef de Brit Roald Dahl zijn verrassende vertellingen. Daphne du Maurier schreef mysterieuze en spannende verhalen als The Birds en Don't Look Now. Een Amerikaanse specialist was Raymond Carver. Alice Munro wordt wegens haar korte verhalen de Canadese Tsjechov genoemd. 
In 1963 publiceerde de Italiaan Italo Calvino zijn verhalenbundel Marcovaldo ovvero Le stagioni in città.
In Rusland deed Varlam Sjalamov een indrukwekkende poging zijn belevenissen gedurende achttien jaar in de Kolyma-Gulag in de vorm van korte verhalen op schrift te stellen.
In Nederland werd het genre beoefend door schrijvers als Harry Mulisch, Gerard Reve, W.F. Hermans, J.M.A. Biesheuvel, Remco Campert, Maarten 't Hart, F.B. Hotz, Toon Tellegen, Jan Siebelink en Manon Uphoff. Vlaamse vertegenwoordigers waren Johan Daisne, Hubert Lampo, Ward Ruyslinck en Hugo Claus.

### Na 2000
Nederlandstalige verhalenbundels die in de prijzen vielen:
- Ton Rozeman, Intiemer dan seks, Charlotte Köhler Stipendium 2003
- Sanneke van Hassel, Witte Veder, BNG Nieuwe Literatuur Prijs 2007
- D. Hooijer, Sleur is een roofdier, Libris Literatuur Prijs 2008
- Rachida Lamrabet, Een kind van God, BNG Nieuwe Literatuur Prijs 2008
- Cees Nooteboom,  's Nachts komen de vossen, Gouden Uil 2010
- A.L. Snijders, voor zijn gehele oeuvre, Constantijn Huygensprijs 2010
- Annelies Verbeke, voor Halleluja, J.M.A. Biesheuvelprijs 2018

Vanaf voorjaar 2010 tot 2013 verscheen het tijdschrift KortVerhaal als opvolger van De Tweede Ronde.
In 2017 brak Jamal Ouariachi in het nawoord van zijn verhalenbundel Herinneringen in aluminiumfolie een lans voor het kortverhaal.